# Me gustas tú
Me gustas tú è il secondo singolo estratto da Próxima Estación: Esperanza, secondo album di Manu Chao. Il brano è uno dei più grandi successi dell'artista francese. Questa canzone e altre due tracce dell'album, La primavera e Infinita tristeza, hanno la stessa base musicale. Ha riscosso un buon successo tra la primavera e l'estate del 2001.

## Tracce
7" Promo Jukebox
1. Side A: Manu Chao - Me gustas tú – 3:58
2. Side B: Roberto Angelini - Respira – 3:58

12" Maxi
1. Me gustas tú – 3:58
2. La Primavera – 1:52
3. Infinita Tristeza – 3:56

CD Singolo
1. Me gustas tú – 3:58
2. La Primavera – 2:08

## Il video
Il video prodotto per Me gustas tú, registrato a Urrao, Colombia, vede Manu Chao ballare ed eseguire il brano mentre alcuni versi del testo compaiono sullo schermo, sempre contornato da cornici colorate. L'attrice madrilena Paz Gómez danza insieme a lui e canta la parte finale del brano.

## Classifiche
| Classifica (2001-02) | Posizione più alta |
| -------------------- | ------------------ |
| Austria              | 29                 |
| Belgio (Fiandre)     | 11                 |
| Belgio (Vallonia)    | 8                  |
| Brasile              | 2                  |
| Cile                 | 6                  |
| Colombia             | 3                  |
| Francia              | 2                  |
| Grecia               | 8                  |
| Italia               | 1                  |
| Paesi Bassi          | 35                 |
| Portogallo           | 9                  |
| Romania              | 2                  |
| Spagna               | 1                  |
| Svizzera             | 11                 |
| Venezuela            | 1                  |

## Cover
- Yvban Back nel 2017
- Lookee nel 2019
- Nel 2025 Alfa insieme allo stesso Manu Chao registra un campionato del brano intitolato A me mi piace.